# Soul Captain Band
Die Soul Captain Band ist eine finnische Reggaeband aus Helsinki.

## Bandgeschichte
Die Soul Captain Band wurde 1997 von dem Sänger Jukka Poika, dem Gitarristen Seppo Salmi, dem Keyboarder Tommi Tikkanen und den Brüdern Jori und Kari Hulkkonen gegründet. Zwei Jahre später brachten sie ihre erste EP heraus und 2001 folgte das Debütalbum Jokaiselle tulta. Damit schafften sie es auf Anhieb in die Top 10 der finnischen Albumcharts.
Die Band nahm immer wieder neue Mitglieder auf und Poika und Tikkanen gründeten zusammen mit Antti Hakala 2002 das Projekt Kapteeni Ä-ni, das Reggae mit Electro und Hip-Hop verband. Noch im selben Jahr trennte sich Sänger Jukka Poika von der Band, um eigene Projekte und später eine Solokarriere zu verfolgen. Dabei wurde er immer wieder auch von Bandmitgliedern unterstützt.
Die Soul Captain Band machte mit Hakala als neuem Hauptsänger weiter und brachte 2004 das Album Tanssijan valinta heraus. Es konnte den Erfolg des ersten Albums wiederholen und brachte mit Vauvantekohomma eine Top-10-Single hervor.
Seitdem ist die Band ein loser Bund verschiedener Mitglieder, die bis 2009 noch gelegentlich unter dem alten Namen auftraten. Die meisten Musiker sind aber als Sound Explosion Band weiterhin gemeinsam mit verschiedenen Sängern, unter anderem auch mit Jukka Poika, als Tour- und Begleitband unterwegs. Daneben sind einige Mitglieder auch noch in anderen Projekten tätig.

## Mitglieder
Auswahl
- Seppo „Paarma“ Salmi, Gitarrist
- Tommi „Bommitommi“ Tikkanen, Keyboarder
- Jori Hulkkonen, Gitarre
- Kari Hulkkonen, Bass
- Antti „Nopsajalka“ Hakala, Sänger und Rapper
- Erno Haukkala, Posaune
- Eero Savela, Trompete
- Jukka Poika, Sänger (bis 2002)
- Joakim Bachmann, Schlagzeuger (ehemalig)
- Antti Kana, Saxophon (ehemalig)

## Diskografie
Alben
- Soul Captain Band (EP, 1999)
- Jokaiselle tulta (2001)
- Todistaja (2002)
- Tanssijan valinta (2004)

Lieder
- Hipnosiin / Taistelun arvoinen (2001)
- Mitä suurempi puu (2001)
- Vauvantekohomma (2004)